# Дворац породице Ковач
Дворац породице Ковач налази се у Риђици, општина Сомбор.

## Историја
Насељавање Мађара и Немаца почело је у освит 19. века, Емерик Имре Ковач (1758 – 1829.), син Андраша Ковача, је 1801. године купио властелинство Риђицу, чиме је добио племићки статус и предикт "од Риђице". Он је до 1806. године у Риђици сазидао свој "Каштел", који се налази на узвишици села уз поток Плазовић (Киђош), а око њега је био формиран енглески парк (који је пројектовао чешки баштован Фрања Хитер).
Дворац се састоји од 16 просторија, од којих су три биле дворане, а остало споредне просторије. Дворац, који је подигнут на површини од 26 јутара и 47 хвати земље, опасан је зидом од цигала, два метра висине и 70цм дебљине. Позади дворца подигнут је диван парк у енглеском стилу, кроз који протиче речица Плазовић.
Дворац је зидао зидар Бишоф из Баје, а у његовој градњи учествовало је цело село кулуком (присилним радом). План и пројекат су дали ондашњи архитекте из Баје, уз сагласност публике.
Зидан је као слободно стојећи спратни објекат. Зграда је конципирана у духу позног барока као компактан спратни објекат правоугаоне основе, са наглашеним централним ризалитом у коме је смештен репрезентативни улаз са алтаном у приземљу. Кордонски и поткровни венац хоризонтално деле спрат и приземље, а пета фасада је наглашена троугаоним ризалитом и посебним кровиштем централног ризалита (овај део је накнадно порушен). У документима је забележено да је власник имао замисао да створи један раскошан властелински замак који ће бити надалеко чувен и познат, и који ће посећивати не само властела него и угледни политички и културни посленици, што се кроз његову историју и догађало. Дворац су посећивали калочки надбискуп Клобушицки Петар, грофови Радвањи, Карољ Иштван, Лајош Кошут, Ђери Ласло и многи други.
Емерик Имре Ковач након смрти (25. април 1829. године) оставио је велики капитал, у земљи и новцу, у вредности од 1.200.000 форинти, али без тестамента . Потомци Емерика Ковача (синови и унуци) неће одржати велико имање и живеће у материјалном расулу, животом пропале племићке породице, којој је у Риђици остао још само део од некадашњег великог имања. Преостало имање породице Ковач (каштел и 1.009 катастарских јутара земље) добио је у посед, крајем 19. века, некадашњи њихов лекар Алајош Лолок, који је био власник Ковачевог имања и након Првог светског рата. Земљишни посед (нешто умањен аграрном реформом), Лолок је тада распарчао и распродао. Поседник некадашњег каштела породице Ковач постао је 1929. г. Мата Јерковић, иначе Буњевац, имућни оптант који се у Риђицу доселио из Баје после Првог светског рата. Он је, притиснут дуговима, безуспешно покушао да каштел прода држави за малолетнички казнено-поправни дом, а исекао је и искрчио узорни стари парк поред каштела и продао га као грађевинско и огревно дрво.

## Унутрашњост дворца
Унутрашњост дворца богато је деловала својом скупоценом опремом и осталим вредним стварима. Спахијска библиотека садржала је велики број књига, историјских и уметничких дела из 15, 16, 17, и 18. века као: Космографија Себастијана Минстера; дела Виргинија из 1492. године, Ракоциев проглас из 1703. године итд. У породичној архиви налазило се писмо са грбом од 26. марта 1613. године, које је Аустријски цар Матија даровао коњичком официру Ковач Палу из тврђаве Филаково (Словачка). У ручаоници дворца је висила велика, величине једног хвата, литографисана панорамска слика "Ослобођење Будима од Турака" 12. септембра 1686. године са многим другим уметничким делима. У Дворцу су постојала и друга вредна дела и географске карте.

## Дворац данас
Зграда се једно време користила као месна канцеларија, у њој је одржавана настава техничког цртања риђичким основцима а парк је претворен у игралиште и спортски бетонски терен (на коме је своје утакмице играо рукометни клуб "Далматинац"). Данас је Дворац породице Ковач напуштен, већ деценијама је потпуно запуштен. Вандали су га опљачкали и потпуно девастирали. Вишедеценијском небригом објекат је потпуно запуштен, оштећен је велики део крова, врата и прозори су разваљени па је пропадање тако незаштићеног здања убрзано. Град је "Каштел" преузео 2017. године у већ вишедеценијском рушевном стању и ништа до сад није урадио по том питању. Због тога је Удружење грађана "Гвоздени мост" из Риђице упутило писмо челницима града Сомбора, са молбом да се хитно заустави даље пропадање каштела. Они траже да се предузму неопходне мере да се обезбеди објекат који представља опасност по безбедност грађана, али уједно предлажу и његову обнову. Дворац грофа Имреа Ковача је проглашено културно добро.

## Галерија
- Дворац породице Ковач
- Дворац породице Ковач
- Дворац породице Ковач
- Дворац породице Ковач
- Дворац породице Ковач
- Дворац породице Ковач
- Дворац породице Ковач
- Дворац породице Ковач
- Дворац породице Ковач
- Дворац породице Ковач